# Glaucocharis paradisella
Glaucocharis paradisella là một loài bướm đêm trong họ Crambidae.